# فرانک چرچیل
فرانک چرچیل (انگلیسی: Frank Churchill؛ ۲۰ اکتبر ۱۹۰۱ – ۱۴ مهٔ ۱۹۴۲) یک موسیقی‌دان و آهنگساز آثار دیزنی اهل ایالات متحده آمریکا بود.
از آثار مشهوری که وی موسیقی فیلم آن را بر عهده داشته میتوان به سفیدبرفی و هفت کوتوله محصول سال ۱٩٣٧ ،دامبو محصول سال ۱٩۴۱ و بامبی محصول سال ۱٩۴٢ اشاره کرد.
وی همچنین در مراسم اسکار ۱٩۴٢ به همراه اولیور والاس برنده جایزه اسکار بهترین موسیقی فیلم برای فیلم انیمیشن دامبو شده است.